# Chimaphila
Chimaphila es un género de plantas con flores perteneciente a la familia Ericaceae. Tiene siete especies perennes nativas de las regiones de temperatura templada del hemisferio norte. Anteriormente estaban clasificadas en la familia segregada Pyrolaceae.

## Descripción
Son subarbustos perennifolios, sufrutescentes o casi herbáceos, que alcanzan un tamaño de 1–2 dm de alto, con rizomas escamosos. Hojas alternas pero con apariencia casi opuesta o algunas veces verticiladas, lanceoladas a oblongo-lanceoladas, 3–9 cm de largo, ápice agudo a acuminado, base aguda, serradas, coriáceas, manchadas a lo largo del nervio principal, pecíolo corto. Inflorescencia en forma de un corimbo terminal con 1–5 flores, pedicelos menudamente puberulentos, con una bráctea subyacente más o menos caduca; cáliz de 5 lobos basalmente unidos, elípticos a oblongos, ciliados, persistentes; pétalos 5, libres, orbiculares a oblongo-orbiculares, ceráceos, blancos a rosados; estambres 10, libres, filamentos ensanchados en la base, ciliados; ovario súpero, 5-locular con placentación axial en la base y 1-locular con placentación parietal en el ápice. Cápsulas deprimido-globosas, 5-valvadas, 7–8 mm de diámetro.

## Taxonomía
El género fue descrito en 1813 por Frederick Traugott Pursh en Flora Americae Septentrionalis, 1: 279–280, 300. La especie tipo es Chimaphila maculata (L.) Pursh.

### Etimología
Chimaphila: nombre genérico griego que significa «que siente atracción por el clima frío» (de cheima, «invierno»; y philia, «amor»); en referencia a su hábito perennifolio

## Especies
- Chimaphila japonica Miq.
- Chimaphila maculata (L.) Pursh
- Chimaphila menziesii (R.Br. ex D.Don) Spreng.
- Chimaphila monticola Andres
- Chimaphila umbellata (L.) Nutt.